# Posmaterialismo
El posmaterialismo es una tendencia de cambio cultural identificada por el politólogo y sociólogo Ronald Inglehart como resultado del aumento general de la seguridad económica y el crecimiento económico.
El trabajo de Inglehart en los últimos tiempos se ha basado en un ambicioso estudio comparativo internacional llamado Encuesta Mundial de Valores (World Values Survey). Inicialmente Ronald Inglehart, ideó la escala de posmaterialismo en 1970, expuesta en su libro «The Silent Revolution» (1977), y con ella pretendía medir objetivamente el cambio de valores en las sociedades contemporáneas. El trabajo de Inglehart aporta numerosas evidencias de que las sociedades actuales tienden a una sociedad basada más en ideas de autorrealización y participación («posmaterialismo») que estadios anteriores en que la ampliación de la seguridad económica y la seguridad ciudadana («materialismo») ocupaban un espacio más prominente en los programas electorales a finales de los años 1970 y principios de los años 1980. Inglehart argumenta que las «sociedades posmaterialistas» emergen después de una «sociedad materialista» de escasez, mediante el análisis de la «orientación de los valores individuales».
El origen de la escala ocurrió en seis países de la Unión Europea, que después de la prosperidad que siguió a la II Guerra Mundial, y en la ausencia de guerras totales, sufrieron cambios  estructurales de orientación desde la seguridad física y económica a otra más expresiva.

## Caracterización de los valores posmaterialistas
La escala de actitud pretende examinar el grado de identificación de los encuestados con respecto a los valores materialistas y a los valores posmaterialistas. Esta escala incluye doce cuestiones en las que se pregunta al encuestado si constituyen una prioridad para él:
(Grupo 1)
1. Mantener el orden en el país.
2. Luchar contra la subida de precios.
3. Mantener una economía estable.
4. Luchar contra la delincuencia.
5. Mantener una alta tasa de crecimiento económico.
6. Procurar que el país tenga unas fuerzas armadas poderosas.

(Grupo 2)
1. Dar a la gente más oportunidades de participar en las decisiones que conciernen a su trabajo y a su comunidad.
2. Dar a la gente más oportunidades de participar en las decisiones políticas importantes.
3. Proteger la libertad de expresión.
4. Procurar que nuestras ciudades y el campo sean más bonitos.
5. Lograr una sociedad menos impersonal y más humana.
6. Progresar hacia una sociedad en la que las ideas sean más importantes que el dinero.

El primer grupo expresa ideales típicamente materialistas (materiales) y los segundos típicamente posmaterialistas (inmateriales). Este cuestionario repetido desde los años 70 hasta la actualidad ha revelado un cambio cultural en proceso caracterizado por la preferencia de prioridades del primer grupo a prioridades del segundo grupo (cosa que entre otros aspectos se refleja en las programas electorales de los partidos):
1. Cuando la encuesta se aplicó en 1970 y se repitió en 1971, los resultados fueron muy parecidos (aunque sólo se usaron cuatro de los doce ítems, en 1973 se repitió una vez más el resultado con los doce ítems). En ese momento el porcentaje de ciudadanos con prioridades principalmente materialistas estaba entre el 20-40 % según los países. El porcentaje de personas con prioridades posmaterialistas estaba entre el 7-14 %.
2. Unos diez años más tarde, ya en la década de los 80 las personas con prioridades posmaterialistas había aumentado, aunque no se encontró ningún país en que los posmaterialistas superaran en número a las personas con prioridades materialistas.
3. En la Encuesta Mundial de Valores, de 1991, las personas con prioridades posmaterialistas superaban a las que tenían prioridades materialistas en los países de mayor desarrollo económico, es decir, en países con mayor renta per cápita y mayor seguridad material y económica. (Esta última encuesta comprendía cuarenta y tres países que superaban el 75 % de la población mundial).

## Explicación del giro posmaterialista
El incremento de la tecnología compleja y de la organización económica y social en el ecosistema:
```
                    ORGANIZACIÓN SOCIAL
       POBLACIÓN   <                   >   MEDIO AMBIENTE      
                        TECNOLOGÍA                           
```

ha incrementado en la población las relaciones sociales, estéticas y de solidaridad o sistema de valores posmateriales de pertenencia y de libertad intelectual, trasmitidos principalmente por los medios de comunicación social, en vez de una sociedad basada prioritariamente en el bienestar material, en la seguridad física y económica de supervivencia.
Establecer las prioridades y las relaciones entre las personas (edad, nivel educativo, nivel económico, clase social, etc.) y las variables explicativas o independientes: materialismo (bienes materiales) y posmaterialismo (bienes espirituales) para ser medido por la escala de actitud del indicador del cambio de valores:
- Material — Espiritual.
- Mantener el orden en el país.  Dar a la gente más oportunidades de participar en las decisiones políticas importantes.
- Lucha contra la subida de precios. Proteger la libertad de expresión.
- Mantener una alta tasa de crecimiento económico. Dar a la gente más oportunidad de participar en las decisiones que conciernen a su trabajo y a su comunidad.
- Procurar que el país tenga unas fuerzas armadas poderosas.  Procurar que nuestras ciudades y el campo sean más bonitos.
- Mantener una economía estable. Lograr una sociedad menos impersonal y más humana.
- Lucha contra la delincuencia. Progresar hacia una sociedad en las que las ideas sean más importantes que el dinero.

Los resultados para España en la última aplicación, año 2000, fueron:
El cambio de orientación hacia valores posmaterialistas está en relación con la clase social, cuanto más alta, y que haya sido sometida a un proceso de información. Los valores espirituales son más importantes cuanto mayor es la clase social y la exposición a la información crece.
La relación con la edad es negativa o inversa y con la educación al revés.
La edad es mejor predictor que la educación.
El bienestar material no es el causante de la razón (justificación) de los movimientos medioambientales. 
En cuanto al sistema de valores, cultura, que son instrumentos de adaptación en el ecosistema social. Hay cierta estabilidad en el sistema de valores con cambios lentos y es por un cambio generacional. Hay una equiparación entre material y espiritual en la clase de muy alta posición.
Los valores posmateriales no coinciden con las creencias religiosas tradicionales, que son más propias de la periferia social.
La pertenencia al voluntariado es pequeña.
La solidaridad no depende del posmaterialismo ni de la posición social.
La posición social es mejor predictor que el estatus socioeconómico o que la ideología.
Los más jóvenes son posmaterialistas.
El nivel educativo y la posición social tiene diferente valor predictor.
La importancia de la familia crece con el materialismo. 
El posmaterialismo y la posición social alta sí que tienen que ver con el interés por la política.
El posmaterialismo tiene que ver con la discriminación como 'grado de molestia hacia un grupo' o rechazo.
Hay una correlación negativa entre posmaterialismo y paro.
El estudio es un diseño longitudinal fijo, con análisis de pautas o «path analysis», análisis gráficos, matrices de correlaciones, regresiones, con tablas, índices prioritarios, referencias de objetivos, diacrónico y análisis literal comentado exhaustivo.

## El cambio de valores en España
El concepto fue aplicado en España desde 1988 en los trabajos de Juan Díez Nicolás, quien publicó «La escala de posmaterialismo como medida del cambio de valores en las sociedades contemporáneas» en 2000.
En España, el cambio de orientación hacia los valores posmaterialistas está en relación directa con la clase social, cuanto, más alta y que haya sido sometida a un proceso de información. Los valores espirituales son más importantes cuanto mayor es la clase social y la exposición a la información crece. La relación con la edad es negativa. La edad es mejor predictor que la educación. El bienestar material no es el causante de la razón (justificación) de los movimientos medioambientales. El sistema de valores, cultura, son instrumentos de adaptación.
Hay cierta estabilidad en el sistema de valores con cambios lentos. La pertenencia al voluntariado es pequeña. Los más jóvenes son posmaterialistas. El nivel educativo y la posición social tiene diferente valor predictivo. La importancia de la familia crece con el materialismo. El posmaterialismo y la posición social sí que tiene que ver con el interés por la política. Posmaterialismo y posición social no coinciden. El posmaterialismo tiene que ver con la discriminación, como grado de molestia hacia un grupo. El número de conclusiones, gráficas y tablas es exhaustivo.
El texto básico completo en español y sobre España: La escala de posmaterialismo como medida del cambio de valores en las sociedades contemporáneas, por Juan Diez Nicolas